# Walterstorff
Walterstorff er en nulevende dansk adelsslægt tilhørende højadelen. Den 1840 som dansk adel anerkendte militærslægt Walterstorff føres tilbage til byskriver i Egernførde Martinus Walterstorff, hvis søn, major Caspar von Walterstorff (1657-1722) var fader til major Ernst Frederik von Walterstorff (1689-1759) og til oberstløjtnant Lorentz von Walterstorff (1684-1759), hvis sønner var major Caspar Lorentz von Walterstorff (1712-1782) og den fra Struensees fald kendte major, generaladjudant Carl Ludvig von Walterstorff (1719-1804). Major Ernst Frederik von Walterstorff (1689-1759) var fader til kontreadmiral Gerhard Christopher von Walterstorff (1722-1795), til major Christian von Walterstorff (1725-1801) og til generalmajor Michael von Walterstorff (1730-1807), hvis søn var oberstløjtnant Ernst Frederik Poul von Walterstorff (1766-1819). Major Christian von Walterstorff (1725-1801) var fader til generalguvernør grev Ernst Frederik von Walterstorff (1755-1820) — der 1819 optoges i grevestanden, og hvis grevelige linje uddøde med hans søn, kaptajn grev Christian Cortwright von Walterstorff (1790-1823) — og til kommandør i Søetaten Christian von Walterstorff (1758-1813), af hvis børn skal nævnes kammerfrøken hos dronning Caroline Amalie, Marie Ernestine Wilhelmine von Walterstorff (1792-1853), kæmmerer ved Øresunds Toldkammer, kammerherre Ernst Christian Frederik von Walterstorff (1794-1852) og overførster, hofjægermester Carl Adolph von Walterstorff (1800-1868).
Et af slægtstraditionen påstået tilhørsforhold til en i slutningen af 13. århundrede forekommende og endnu omkring 1800 i Preussen levende adelig slægt Walterstorff fra Niederlausitz kan ikke dokumenteres, og angivelsen usandsynliggøres af slægternes afvigende våbenføring.